# Крістоф Вільгельм Гуфелянд
Крістоф Вільгельм Гуфелянд (нім. Christoph Wilhelm Hufeland; 12 серпня 1762, Бад-Лангензальца, Тюрингія, Священна Римська імперія — 25 серпня 1836, Берлін, Німецький союз) — німецький лікар, соціальний гігієніст, організатор охорони здоров'я, педагог, професор, лейб-медик прусського короля Фрідріха-Вільгельма III.

## Біографія

### Ранні роки
Народився в лікарській сім'ї: батько і дід були лікарями. На момент народження Крістофа його батько Йоганн Фрідріх був лейб-медиком Великої герцогині Саксен-Веймар-Ейзенахської Анни Амалії Брауншвейг-Вольфенбюттельської. Крістоф Вільгельм пішов по стопах родичів, з весни 1780 року вивчав медицину в університету Єни, а потім перейшов до Геттінгенського університету, де 1783 року отримав докторську спеціальність. Тоді ж був прийнятий до Геттінгенської масонської ложі.

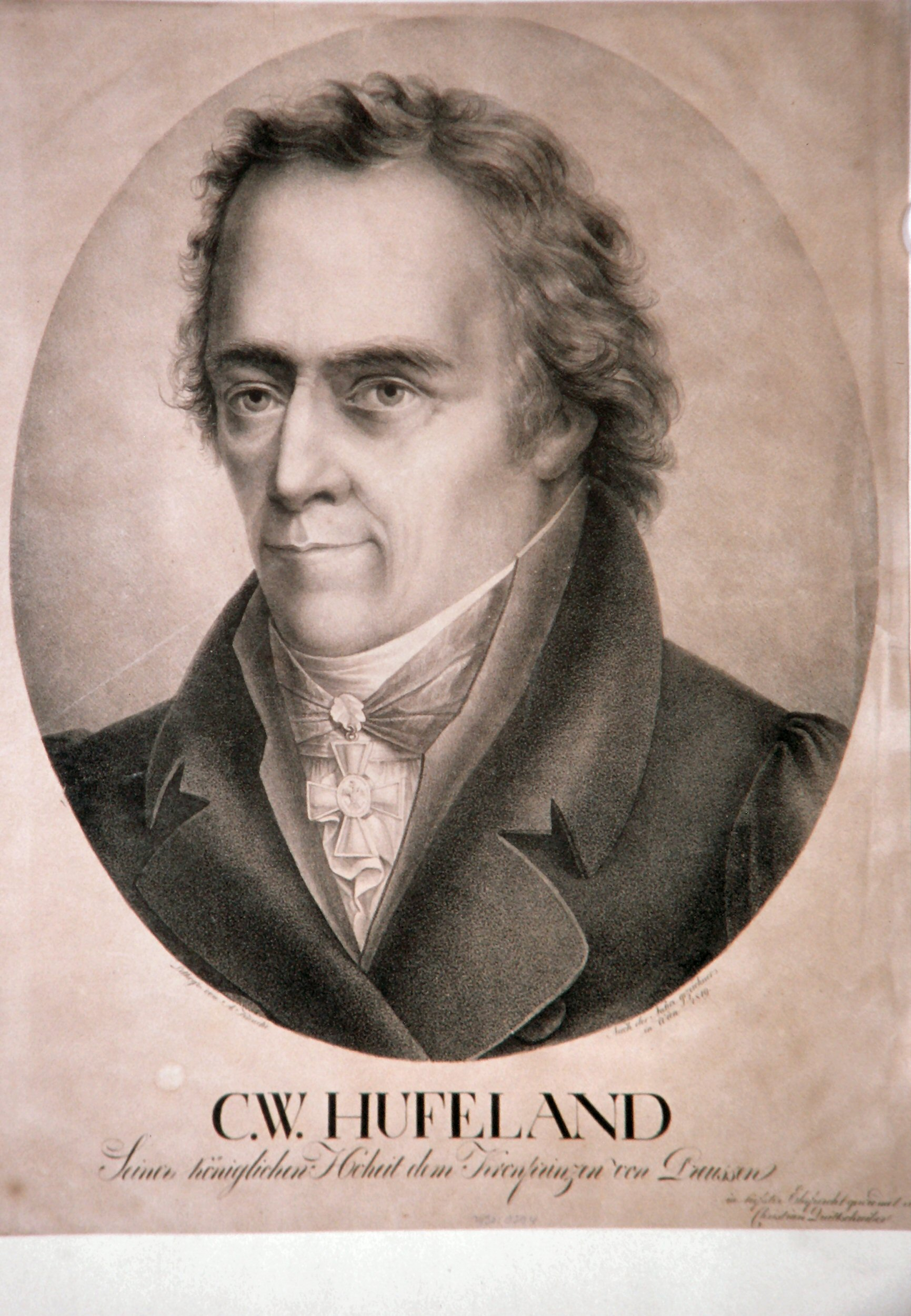
Крістоф Вільгельм Гуфелянд. Літографія Адольфа фон Кюнеке, 1819 рік.

### Кар'єра
Після навчання Гуфелянд працював з 1783 року під керівництвом тяжко хворого батька у Веймарі. У 1784 році він був прийнятий до Ліги Ілюмінатів. Коли батько помер у 1787 році, то його практика і посада відійшли до сина. У тому ж році Гуфелянд одружився. У Веймарі він жив у домі свого батька, разом з чотирма сестрами і молодшим на 12 років братом. Обов'язки Гуфелянда включали в себе медичне обслуговування міста Веймар, а також навколишні села, він також виконував обов'язки фармацевта готуючи деякі лікарські засоби. Тому він постійно перебував у дорозі і пізно повертався додому повністю виснаженим. На відміну від свого батька Гуфелянд працював придворним лікарем при дворі герцога, але не був його особистим лікарем. Серед його пацієнтів у Веймарі були Йоганн Вольфганг фон Гете, Йоганн-Фрідріх Шиллер, Йоганн-Готфрід Гердер та Крістоф Мартін Віланд. У 1790 році Гуфелянд став членом Імператорської Академії наук Леопольдина. За його безпосередньої участі у Веймарі в 1791 році було відкрито перший морг у Німеччині. У 1795 році він отримав медаль Котеніуса, яку присуджувала Академія Леопольдина.

### В Єнському університеті
Саксонський герцог Карл Август запропонував Гуфелянду обійняти посаду професора Єнського університету, де з 1793 по 1801 рік він зрештою працював. Його лекції прослухали щонайменше 500 слухачів. У 1793 році Гуфелянд став єдиним почесним членом товариства натуралістів Августа Батша. У 1798 році він осліп на праве око. Вигідні пропозиції перейти до Кільського, Лейпцизького та університету Павії він відхилив, так само як й пропозицію стати особистим лікарем російського імператора Павла. У 1801 році він переїхав до королівського двору в Берліні.

### Праця в Берліні
У Берліні Гуфелянд лікував сім'ю Фрідріха Вільгельма III як королівський лікар. Він також очолив медико-хірургічний колегіум і став першим лікарем і директором клініки Шаріте в Берліні. У перші роки життя в Берліні він здійснював як лікар домашні візити протягом семи годин на добу, забезпечуючи огляд 30-40 пацієнтів на добу. Під час вторгнення Наполеона Гуфелянд супроводжував королівську сім'ю у вигнання і пробув там 3 роки.
По поверненню до Берліна у 1810 році він заснував поліклініку для бідних пацієнтів і викладав у новому університеті як повний професор спеціальної патології та терапії до 1836 року. Він став деканом нового медичного факультету (спочатку до 1811 року, потім знову в 1813—1814 і 1816—1817 роках), членом Королівської академії наук (1810—1836 роки). Він ввійшов до Державної ради при Міністерстві охорони здоров'я Пруссії, став керівником Медико-хірургічної військової академії. Крім того, в 1810 році він став членом Товариства природничих та медичних наук у Берліні та заснував медико-хірургічне товариство для навчання лікарів. Значні зусилля він направляв для поліпшення медичної допомоги та профілактики бідним верствам населення Берліна. Він пропагував створення для них медичних закладів, ратував за профілактику туберкульозу, на припинення водопостачання з забрудненої річки Шпрее тощо.

### Наукова діяльність
Публікуватися Гуфелянд став після знайомства у 1785 році з Францем Антоном Месмером та його вченням про «тваринний магнетизм». Першим був трактат про викорінення натуральної віспи (1787 р.). Згодом він написав численні твори про охорону здоров'я, включаючи його основну роботу «Макробіотика або мистецтво довголіття» (1796), в якій рекомендував особливу дієту та гармонійний спосіб життя. У роботі «Atmosphärische Krankheiten und atmosphärische Ansteckung, Unterschied von Epidemie, Contagion und Infection» він запозиченому з класичної латини слову «infectio» (фарбування, просочування, псування) надав нове значення «зараження хворобою». У 1808 р. Гуфелянд опублікував словник по темі смерті. Відомий французький лікар Домінік-Жан Ларрей співпрацював з Гуфеляндом і опублікував спільну з ним книгу «Трактат про скрофульоз». У 1836 році вийшла в світ його фундаментальна праця «Практика медицини». Загалом він написав понад 400 наукових робот.
Гуфелянд також зробив значний внесок у періодичні видання, він тривалий час видавав журнал «Journal der practischen Arzneykunde und Wundarzneykunst» (від 1795 року). Він застосовував у лікуванні «ніжний режим» (на відміну від тодішньої «героїчної медицини»), використання цілющої сили природи (лат. vis medicatrix naturae) та фізіотерапію, через що мав великий авторитет у медицині XIX століття. У своєму журналі практичної медицини він запропонував дискусійний форум для медичних течій свого часу. Так він опублікував багато статей Самюеля Ганемана, засновника гомеопатії. Однак пізніше між Ганеманом і Гуфеляндом відбувся розкол. Гуфелянд оголосив гомеопатію сумнівною як лікувальну систему і різко розкритикував Ганемана.

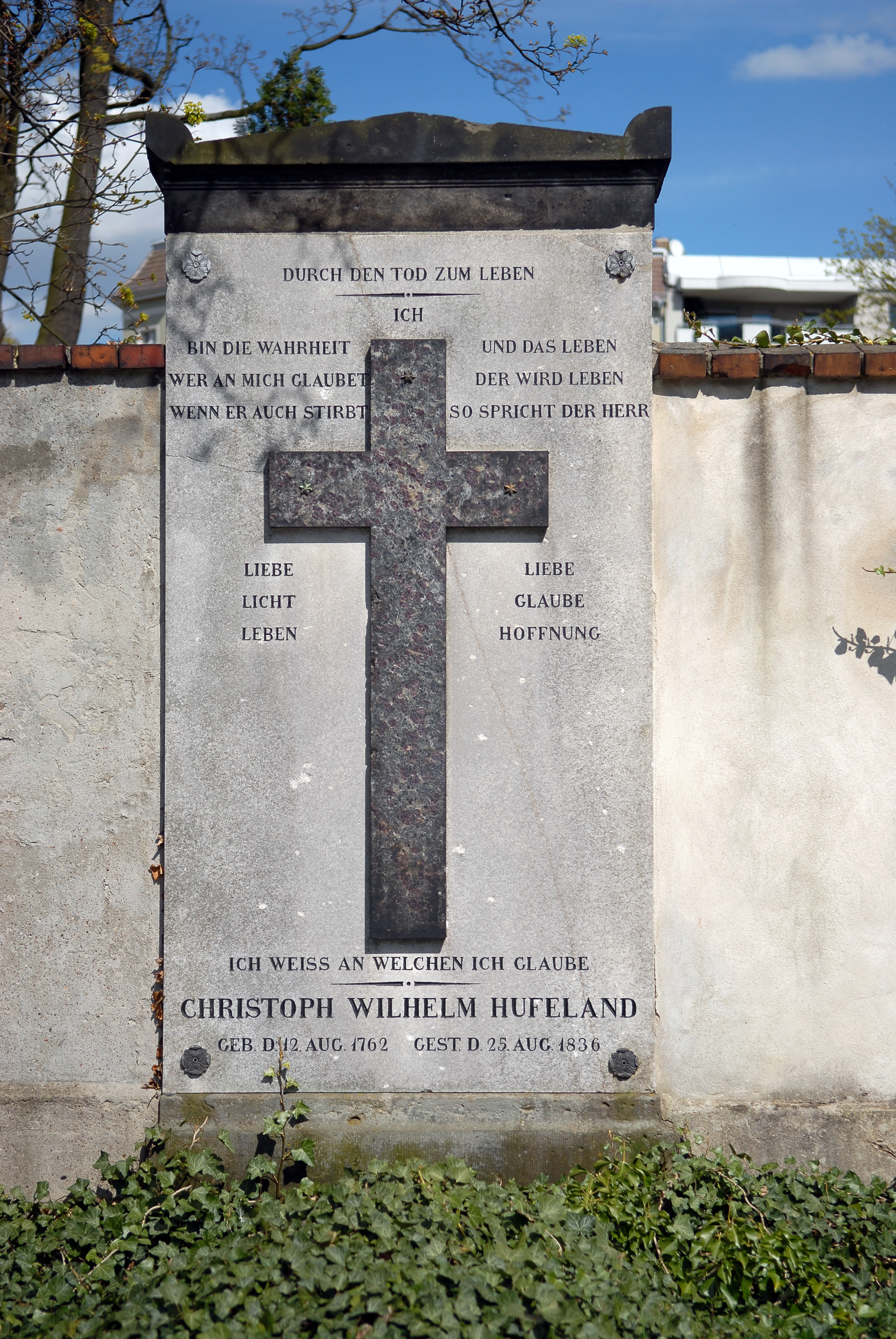
Надгробок на могилі Крістофа Гуфелянда

Гуфелянда поховано на кладовищі Доротьєнштадт у районі Берліна Мітте.

## Пам'ять
4 червня 1904 року новостворене Берлінське шосе було названо Гуфеляндштрасе. На стіні його будинку в Берліні-Мітте встановлено меморіальну табличку. У НДР була заснована в 1958 році медаль імені Гуфелянда, нею щорічно нагороджували за значний внесок у охорону здоров'я. З 1960 року Фонд Гуфелянда щорічно нагороджує премію його імені за «найкращу роботу у галузі профілактичної медицини». Ця нагорода складає 20 000 євро. У 1975 році було створено нім. Hufelandgesellschaft, організацію підтримки медичних товариств з натуропатії та комплементарної медицини. Починаючи з 2009 року вона присуджує двічі на рік приз «Hufeland Research» за роботу в галузі комплементарної або інтегративної медицини, який складає 1500 євро.